# Geneva Robertson-Dworet
Geneva Robertson-Dworet (Baltimora, 8 maggio 1986) è una scrittrice e sceneggiatrice statunitense.
È diventata famosa dopo essere stata assunta nel 2015 per riscrivere la sceneggiatura del reboot di Tomb Raider del 2018, con Alicia Vikander e diretto da Roar Uthaug. Ha co-scritto la sceneggiatura di Captain Marvel (2019). È stata co-showrunner e co-creatrice dell'adattamento televisivo della serie di videogiochi Fallout per Amazon Prime Video (2024).

## Filmografia

### Sceneggiatrice

#### Cinema
- Tomb Raider, regia di Roar Uthaug (2018)
- Captain Marvel, regia di Anna Boden e Ryan Fleck (2019)

#### Televisione
- Fallout – serie TV (2024-)